# Collada de Morrano
La Collada de Morrano, és un coll que es troba en el límit dels termes municipals de la Vall de Boí (Alta Ribagorça) i la Torre de Cabdella (Pallars Jussà), en el límit del Parc Nacional d'Aigüestortes i Estany de Sant Maurici i la seva zona perifèrica.

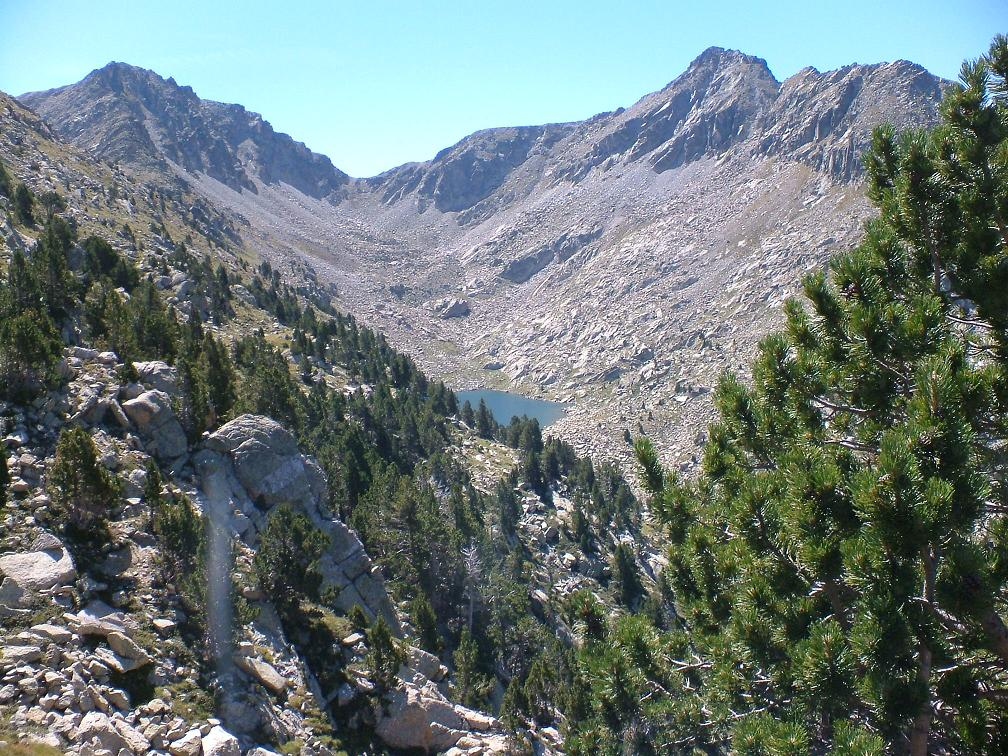
Ribera de Vall de Morrano: Estany de la Ribera, Collada de Morrano i Pic de Morrano a la seva dreta

El nom podria ser l'equivalent ibero-aquità del romànic morro. El coll està situat a 2.633,3 metres d'altitud, entre el Pic de Morrano a l'oest, i un petit pic al nord-est a mig camí del Pic de Mariolo; comunica la Vall de Morrano (NO) i el circ de Cogomella (SE). Antigament hi passava un dels camins de bast de Cabdella a Caldes de Boí.

## Rutes
Sortint del Planell d'Aigüestortes direcció sud-est, el camí travessa el Pletiu Davall de Morrano i remunta el fort pendent fins a trobar el Pletiu de Damont de Morrano. Després es ressegueix el barranc que, direcció sud-est, travessa Aigües Tortes de Morrano i fins a l'Estany de la Ribera. Un cop a l'extrem sud-oriental de l'estany, tan sols resta la pronunciada rampa que ens separa del coll.